# Rabinal Achí
El Rabinal Achí és una obra literària representativa de la cultura maia ameríndia descoberta a Guatemala. Va ser declarada Obra Mestra de la tradició Oral i Intangible de la Humanitat el 2005 per la Unesco, i inscrita el 2008 en la Llista representativa del Patrimoni Cultural Immaterial de la Humanitat.

## Descripció
El nom original en maia del Rabinal Achí és Xajooj Tun, que significa Dansa del Tun (tambor). És un drama dinàstic dels maia Kek’ que data del segle xv, i un exemple rar de les tradicions ameríndies. S'hi barregen mites de l'origen del poble Q'eqchi' i les relacions politicosocials del poble de Rabinal, Baja Verapaz, Guatemala, que s'expressen amb màscares, dansa, teatre i música. Aquest drama va sobreviure en la clandestinitat des de 1625 fins a 1856, fins que el sacerdot francès Charles Étienne Brasseur de Bourbourg el va traduir, segons la narració en achí de Bartolo Sis.
La tradició oral i escrita és representada per un grup de personatges que apareixen en un escenari que simula llogarets maies, particularment Kajyub’, la capital dels Rabinaleb’ en el segle xiv. La narrativa es divideix en quatre actes i tracta el conflicte entre dues entitats polítiques importants a la zona, els Rabinaleb’ i els K’iche’, segons explica Alain Breton en el seu llibre Un drama dinàstic maia del segle XV.
Els personatges principals en són dos prínceps: el Rabinal Achí i el K’iche Achí. Altres personatges són: el rei de Rabinaleb’, Job’Toj, i els seus servents: Achij Mun i Ixoq Mun, que representen l'home i la dona. La mare amb plomes verdes és Uchuch Q’uq’, i tretze àguiles i tretze jaguars, que simbolitzen els guerrers de la fortalesa de Kajyub’. El K’iche’ Achí és capturat i portat a judici per haver intentat segrestar nens de Rabinaleb’, un delicte molt greu en la llei maia.
El K'iche' Achi, amb les seves tropes, va destruir quatre poblacions Rabinaleb' i va obligar els seus habitants a pagar tributs. Després de batallar dies sencers, el rei k'iche' és capturat i portat al palau de Job'Toj, per ser jutjat.
Al captiu se li permet anar a acomiadar-se del seu poble. Abans de la seva execució, se li concedeix ballar al ritme del Tun amb la princesa de Rabinal i gaudir de begudes reials. Avui, 500 anys després, els Rabinaleb' creuen que els esperits dels guerrers morts en aquesta batalla, que habiten a les muntanyes circumdants, estan presents també en la dansa.
Des de la colonització, al segle xvi, el Rabinal Achí ha estat representat durant la festa de Rabinal el 25 de gener el dia de sant Pau. El festival és coordinat pels membres de les confraries, germanors locals responsables de dirigir la comunitat. En prendre part en l'obra, els vius entren en contacte amb els morts (els rajawals), els avantpassats que es representen amb màscares. Per als achís del Rabinal modern, recordar els seus ancestres no és sols perpetuar l'herència ancestral, és també una visió de futur, el dia en què es reuniran amb els seus avantpassats.